# Liste der Kulturdenkmale in Pößneck
Die Liste der Kulturdenkmale in Pößneck umfasst die als Einzeldenkmale, Bodendenkmale und Denkmalensembles erfassten Kulturdenkmale auf dem Gebiet der Stadt Pößneck im thüringischen Saale-Orla-Kreis (Stand: August 2022). Die Angaben in der Liste ersetzen nicht die rechtsverbindliche Auskunft der zuständigen Denkmalschutzbehörde.

## Legende
- Bild: zeigt ein Bild des Kulturdenkmals und gegebenenfalls einen Link zu weiteren Fotos des Kulturdenkmals im Medienarchiv Wikimedia Commons
- Bezeichnung: Name, Bezeichnung oder die Art des Kulturdenkmals
- Lage: Wenn vorhanden Straßenname und Hausnummer des Kulturdenkmals; Grundsortierung der Liste erfolgt nach dieser Adresse. Der Link Karte führt zu verschiedenen Kartendarstellungen und nennt die Koordinaten des Kulturdenkmals.
 Kartenansicht, um Koordinaten zu setzen – in dieser Kartenansicht sind Kulturdenkmale ohne Koordinaten mit einem roten bzw. orangen Marker dargestellt und können in der Karte gesetzt werden. Kulturdenkmale ohne Bild sind mit einem blauen bzw. roten Marker gekennzeichnet, Kulturdenkmale mit Bild mit einem grünen bzw. orangen Marker.
- Datierung: gibt das Jahr der Fertigstellung beziehungsweise das Datum der Erstnennung oder den Zeitraum der Errichtung an
- Beschreibung: bauliche und geschichtliche Einzelheiten des Kulturdenkmals, vorzugsweise die Denkmaleigenschaften
- ID: Die ID identifiziert das Kulturdenkmal eindeutig. In Thüringen sind aktuell keine IDs veröffentlicht. In der ID-Spalte kann sich auch folgendes Icon  befinden, dies führt zu Angaben zu diesem Kulturdenkmal bei Wikidata.

## Denkmalensembles nach Ortsteilen

### Jüdewein
| Bild            | Bezeichnung                                                       | Lage    | Datierung | Beschreibung | ID |
| --------------- | ----------------------------------------------------------------- | ------- | --------- | ------------ | -- |
| Fotos hochladen | Ensemble „historischer Ortskern Jüdewein“ (Bauliche Gesamtanlage) | (Karte) |           |              |    |

### Pößneck
| Bild                           | Bezeichnung                                 | Lage                                                                        | Datierung | Beschreibung                                                                                   | ID |
| ------------------------------ | ------------------------------------------- | --------------------------------------------------------------------------- | --------- | ---------------------------------------------------------------------------------------------- | -- |
| BW                             | Straßenensemble Mietshausbebauung Nr. 5–12  | Friedrich-Engels-Straße 5–12 (Karte)                                        |           |                                                                                                |    |
| BW                             | Straßenensemble Mietshausbebauung Nr. 15–29 | Friedrich-Engels-Straße 15–29 (Karte)                                       |           |                                                                                                |    |
| weitere Bilder Fotos hochladen | Denkmalensemble „Kernstadt Pößneck“         | (Karte)                                                                     |           | Gesamtareal im historischen Stadtgrundriss innerhalb der Stadtbefestigung des 14. Jahrhunderts |    |
| BW                             | Straßenensemble „Scheunenstraße“            | Scheunenstraße (Karte)                                                      |           | beidseitige Bebauung, Wohnsiedlung                                                             |    |
| weitere Bilder Fotos hochladen | Reste Stadtmauer                            | Koordinaten fehlen! Hilf mit.                                               |           | unter anderem mit Jüdeweiner Tor, Weißer Turm, Pulverturm, Glockenturm und Jägerturm           |    |
| Fotos hochladen                | Straßenensemble „Steinweg“                  | Steinweg 1–18 m.Münd-ber. Heiligengasse, Kantorgasse 4 und Markt 10 (Karte) |           | Teilobjekt des Denkmalensembles „Kernstadt Pößneck“                                            |    |
| weitere Bilder Fotos hochladen | Straßenensemble – Stadterweiterung um 1890  | Tuchmacherstraße 40, 42, 44, 46, 48 (Karte)                                 |           |                                                                                                |    |
| weitere Bilder Fotos hochladen | Ensemble „Untere Johannisgasse“             | Untere Johannisgasse 1–9 (Karte)                                            |           | Teilobjekt des Denkmalensembles „Kernstadt Pößneck“                                            |    |

### Schweinitz
| Bild                                    | Bezeichnung                            | Lage            | Datierung | Beschreibung                                               | ID |
| --------------------------------------- | -------------------------------------- | --------------- | --------- | ---------------------------------------------------------- | -- |
| Direkt Bild zu diesem Denkmal hochladen | Denkmalensemble „Angerdorf Schweinitz“ | Ortsstraße 2–15 |           | mit Kirche und Friedhof, Scheune (Nr. 10), Häuser Nr. 2–15 |    |

## Einzel- und Bodendenkmale nach Ortsteilen

### Jüdewein
| Bild                           | Bezeichnung                                                            | Lage                         | Datierung | Beschreibung                                                           | ID |
| ------------------------------ | ---------------------------------------------------------------------- | ---------------------------- | --------- | ---------------------------------------------------------------------- | -- |
| Fotos hochladen                | Brunnen                                                                | Jüdeweiner Straße (Karte)    |           | auch Bestandteil des Denkmalensembles „historischer Ortskern Jüdewein“ |    |
| weitere Bilder Fotos hochladen | Kirche mit Ausstattung, Kirchhof (ehemaligem Friedhof) und Einfriedung | Jüdeweiner Straße 3 (Karte)  |           | auch Bestandteil des Denkmalensembles „historischer Ortskern Jüdewein“ |    |
| BW                             | Gehöft                                                                 | Jüdeweiner Straße 11 (Karte) |           | auch Bestandteil des Denkmalensembles „historischer Ortskern Jüdewein“ |    |
| BW                             | Gehöft                                                                 | Jüdeweiner Straße 14 (Karte) |           | auch Bestandteil des Denkmalensembles „historischer Ortskern Jüdewein“ |    |

### Köstitz
Keine denkmalgeschützten Objekte.

### Öpitz
| Bild                           | Bezeichnung                                                                                | Lage                         | Datierung | Beschreibung | ID |
| ------------------------------ | ------------------------------------------------------------------------------------------ | ---------------------------- | --------- | ------------ | -- |
| BW                             | Rosengarten, Gaststätte, Saalbau und Felsenkeller                                          | Karl-Marx-Straße 61 (Karte)  |           |              |    |
| weitere Bilder Fotos hochladen | Kirche                                                                                     | Saalfelder Straße 5 (Karte)  |           |              |    |
| BW                             | Teil einer ehemaligen Hofanlage, Wohnhaus mit Vorgarten einschließlich Einfriedung und Tor | Saalfelder Straße 61 (Karte) | 1870      |              |    |
| BW                             | Fachwerkscheune                                                                            | Saalfelder Straße 71 (Karte) | um 1800   |              |    |

### Pößneck
| Bild                                    | Bezeichnung                                                                                            | Lage                                                     | Datierung                     | Beschreibung | ID |
| --------------------------------------- | --- | -------------------------------------------------------- | ----------------------------- | --- | -- |
| BW                                      | ehemaliges Dampfsägewerk Hohlweg & Schmidt, später Lederwerk                                           | Am Teichrasen 2 (Karte)                                  |                               | |    |
| BW                                      | „Gänsediebbrunnen“                                                                                     | Bahnhofstraße (Karte)                                    |                               | technisches Denkmal                                                                                             |    |
| BW                                      | Wohnhaus Seige (ehemalige Ambulanz zu Rotasym, heute Geschäftshaus)                                    | Bahnhofstraße 2 (ehemals Saalfelder Straße 21) (Karte)   | 1843                          | |    |
| BW                                      | Wohn- und Geschäftshaus                                                                                | Bahnhofstraße 5 (Karte)                                  |                               | |    |
| BW                                      | Wohn- und Geschäftshaus mit Lagergebäude der ehemaligen Flanellfabrik Siegel & Schütze                 | Bahnhofstraße 7 (Karte)                                  |                               | |    |
| weitere Bilder Fotos hochladen          | Gottesackerkirche mit Ausstattung und Friedhof                                                         | Bahnhofstraße 10 (Karte)                                 |                               | |    |
| Fotos hochladen                         | Postgebäude / repräsentativer Eckbau                                                                   | Bahnhofstraße 12 (Karte)                                 |                               | |    |
| Fotos hochladen                         | Villa mit Grundstück und Einfriedung                                                                   | Bahnhofstraße 15 (Karte)                                 |                               | |    |
| Fotos hochladen                         | Amtsgericht mit Anbau (ehemaliges Stadtgefängnis)                                                      | Bahnhofstraße 18 (Karte)                                 |                               | |    |
| BW                                      | Mietswohnhaus                                                                                          | Bahnhofstraße 19a (Karte)                                | um 1920                       | |    |
| BW                                      | Mehrfamilienwohnhaus                                                                                   | Bahnhofstraße 20, 20a,b, 22, 22a,b (Karte)               | um 1920                       | |    |
| BW                                      | Wohnhaus (Etagenmiethaus)                                                                              | Bahnhofstraße 23 (Karte)                                 | um 1900                       | |    |
| BW                                      | Wohnhaus (Villa) mit Garten und Einfriedung                                                            | Bahnhofstraße 27 (Karte)                                 | um 1900                       | |    |
| BW                                      | Villa Baumbach mit Grundstück und Einfriedung                                                          | Bärenleite 5 (Karte)                                     |                               | |    |
| BW                                      | Villa mit Grundstück und Garagen                                                                       | Bärenleite 5b (ehemals Ernst-Thälmann-Straße 43) (Karte) |                               | |    |
| BW                                      | Wohnhaus mit Nebengebäuden und Grundstück                                                              | Bärenleite 6 (Karte)                                     |                               | |    |
| Direkt Bild zu diesem Denkmal hochladen | (Fabrikgebäude ?) genaue Bezeichnung fehlt                                                             | Bärenleite 14/16                                         |                               | |    |
| BW                                      | Villa des Fabrikanten Adolf Wohlfarth                                                                  | Bärenleite 19 (Karte)                                    |                               | |    |
| BW                                      | Bürgerhaus                                                                                             | Brauhausgasse 10 (Karte)                                 | 18. Jahrhundert               | auch Bestandteil des Denkmalensembles „Kernstadt Pößneck“                                                       |    |
| BW                                      | Wohn- und Geschäftshaus (ehemaliges Kaufhaus Binder)                                                   | Breite Straße 2/Straße des Friedens 1 (Karte)            |                               | auch Bestandteil des Denkmalensembles „Kernstadt Pößneck“                                                       |    |
| BW                                      | Wohnhaus                                                                                               | Breite Straße 2a (Karte)                                 |                               | auch Bestandteil des Denkmalensembles „Kernstadt Pößneck“                                                       |    |
| Fotos hochladen                         | Wohn- und Geschäftshaus                                                                                | Breite Straße 3–5 (Karte)                                |                               | auch Bestandteil des Denkmalensembles „Kernstadt Pößneck“; Neurenaissance.                                      |    |
| BW                                      | ehemaliger Gasthof „Weißes Roß“                                                                        | Breite Straße 8 (Karte)                                  |                               | auch Bestandteil des Denkmalensembles „Kernstadt Pößneck“                                                       |    |
| BW                                      | Wohn- und Geschäftshaus                                                                                | Breite Straße 16 (Karte)                                 | 17. Jahrhundert               | auch Bestandteil des Denkmalensembles „Kernstadt Pößneck“                                                       |    |
| BW                                      | Wohn- und Geschäftshaus                                                                                | Breite Straße 25 (Karte)                                 |                               | auch Bestandteil des Denkmalensembles „Kernstadt Pößneck“                                                       |    |
| Fotos hochladen                         | Wohn- und Geschäftshaus, „Engel-Apotheke“                                                              | Breite Straße 26/28 (Karte)                              |                               | auch Bestandteil des Denkmalensembles „Kernstadt Pößneck“                                                       |    |
| BW                                      | Wohn- und Geschäftshaus mit Hofgebäude                                                                 | Breite Straße 34 (Karte)                                 |                               | auch Bestandteil des Denkmalensembles „Kernstadt Pößneck“                                                       |    |
| BW                                      | Wohn- und Geschäftshaus                                                                                | Breite Straße 35 (Karte)                                 |                               | auch Bestandteil des Denkmalensembles „Kernstadt Pößneck“                                                       |    |
| Fotos hochladen                         | 4-geschossiges Wohnhaus mit bauzeitlicher Ausstattung                                                  | Brunnengasse 4 (Karte)                                   | 1823                          | |    |
| Fotos hochladen                         | ehemalige Flanellfabrik Otto Büttner & Freysoldt im Viehmarktgelände                                   | Carl-Gustav-Vogel-Straße 9 und 11 (Karte)                |                               | |    |
| Fotos hochladen                         | ehemalige Flanellfabriken Chr. F. Bernhardt, Büttner & Freysoldt, Wölfel & Sohn im Viehmarktgelände    | Carl-Gustav-Vogel-Straße 3, 7, 7a und 13 (Karte)         |                               | |    |
| BW                                      | Verwaltungsgebäude                                                                                     | Dr.-Wilhelm-Külz-Straße 1 (Karte)                        |                               | |    |
| BW                                      | Mietshaus                                                                                              | Dr.-Wilhelm-Külz-Straße 21 (Karte)                       |                               | |    |
| BW                                      | Villa Merx mit Nebengebäude, Grundstück und Einfriedung                                                | Dr.-Wilhelm-Külz-Straße 27 (Karte)                       |                               | |    |
| BW                                      | Wohnhaus                                                                                               | Dr.-Wilhelm-Külz-Straße 30 (Karte)                       | um 1920                       | |    |
| BW                                      | Villa Brüderlein mit Pavillon, Nebengebäude, Grundstück und Einfriedung                                | Dr.-Wilhelm-Külz-Straße 39 (Karte)                       |                               | |    |
| Fotos hochladen                         | Miethaus mit Grundstück                                                                                | Edwin-Hörnle-Weg 10 (Karte)                              |                               | |    |
| Fotos hochladen                         | Miethaus mit Grundstück                                                                                | Edwin-Hörnle-Weg 11 (Karte)                              |                               | |    |
| BW                                      | Miethaus mit Grundstück                                                                                | Ernst-Thälmann-Straße 5 (Karte)                          |                               | |    |
| BW                                      | Mietshaus mit Grundstück                                                                               | Ernst-Thälmann-Straße 7 (Karte)                          |                               | |    |
| BW                                      | Villa (Doppelhaushälfte mit Nr. 11)                                                                    | Ernst-Thälmann-Straße 9 (Karte)                          |                               | |    |
| BW                                      | Villa (Doppelhaushälfte mit Nr. 9)                                                                     | Ernst-Thälmann-Straße 11 (Karte)                         |                               | |    |
| BW                                      | Mietshaus mit Grundstück                                                                               | Ernst-Thälmann-Straße 17 (Karte)                         |                               | |    |
| BW                                      | Villa mit Gartenhaus                                                                                   | Ernst-Thälmann-Straße 21 (Karte)                         |                               | |    |
| Direkt Bild zu diesem Denkmal hochladen | Produktionsgebäude                                                                                     | Friedrich-Engels-Straße 14                               | 1926/28                       | |    |
| BW                                      | Mehrfamilienwohnhaus                                                                                   | Gerberstraße 45 (Karte)                                  |                               | auch Bestandteil des Denkmalensembles „Kernstadt Pößneck“                                                       |    |
| BW                                      | Wohnhaus                                                                                               | Gerberstraße 49 (Karte)                                  | 1691                          | Abriss 2022 erteilt.                                                                                            |    |
| Fotos hochladen                         | Villa Hecker mit Pavillon, Grundstück und Einfriedung                                                  | Geschwister-Scholl-Straße 2 (Karte)                      |                               | |    |
| Fotos hochladen                         | Geschäftshaus                                                                                          | Heiligengasse 1 (Karte)                                  |                               | auch Bestandteil des Denkmalensembles „Kernstadt Pößneck“                                                       |    |
| BW                                      | ehemaliges Landhaus Albert Seige mit Grundstück                                                        | Hohe Straße 39 (Karte)                                   |                               | ab 1950 Mutter- und Säuglingsheim                                                                               |    |
| BW                                      | Villa Thalmann mit Grundstück und Einfriedung                                                          | Hohe Straße 41 (Karte)                                   |                               | |    |
| BW                                      | Wohnhaus mit Grundstück                                                                                | Hohe Straße 43 (Karte)                                   |                               | |    |
| BW                                      | Villa Siegel mit Nebengebäude, Grundstück und Einfriedung                                              | Hohe Straße 45 (Karte)                                   |                               | |    |
| BW                                      | Villa mit Parkgrundstück und Pavillon                                                                  | Hohe Straße 70 (Karte)                                   |                               | |    |
| BW                                      | Treppenweg („96 Stufen“)                                                                               | Hohes Gäßchen (Karte)                                    |                               | |    |
| BW                                      | Villa Bernhardt mit Grundstück und Einfriedung                                                         | Hohes Gäßchen 1 (Karte)                                  |                               | |    |
| BW                                      | Musikschule, Villa                                                                                     | Jahnstraße 7 (Karte)                                     |                               | |    |
| BW                                      | Produktionsgebäude                                                                                     | Jahnstraße 2, 4, 6 (Karte)                               | 1926/28                       | |    |
| BW                                      | Villa (17), Doppelhaushälfte / Remise (19) „Villa Arthur Gustav Vogel“                                 | Jahnstraße 17/19 (Karte)                                 |                               | |    |
| Fotos hochladen                         | Eckhaus zum Steinweg mit benachbarter Hofanlage                                                        | Kantorgasse 4 (Karte)                                    |                               | auch Bestandteil des Denkmalensembles „Kernstadt Pößneck“                                                       |    |
| BW                                      | Wohnhaus                                                                                               | Karl-Liebknecht-Straße 16 (Karte)                        | 1921/22                       | nach Entwurf von Heinrich Tessenow 1921/22 errichtet (Siedlung Am Gries)                                        |    |
| BW                                      | Produktions- und Verwaltungsgebäude der ehemaligen Rosenbrauerei                                       | Karl-Marx-Straße 3 (Karte)                               |                               | |    |
| BW                                      | ehemaliger Gerold-Verlag                                                                               | Karl-Marx-Straße 24 (Karte)                              |                               | |    |
| BW                                      | Villa Greuner mit Grundstück und Einfriedung                                                           | Kastanienallee 3 (Karte)                                 | 1906                          | |    |
| BW                                      | Villa Eberlein mit Grundstück und Einfriedung                                                          | Kastanienallee 6 (Karte)                                 |                               | |    |
| BW                                      | Villa Berger mit Nebengebäuden, Grundstück und Einfriedung                                             | Kastanienallee 8 (Karte)                                 |                               | |    |
| weitere Bilder Fotos hochladen          | Kirche                                                                                                 | Kirchplatz 1 (Karte)                                     |                               | auch Bestandteil des Denkmalensembles „Kernstadt Pößneck“                                                       |    |
| BW                                      | Wohn- und Geschäftshaus                                                                                | Kirchplatz 2 (Karte)                                     | 17. Jahrhundert               | auch Bestandteil des Denkmalensembles „Kernstadt Pößneck“                                                       |    |
| Fotos hochladen                         | Wohnhaus                                                                                               | Kirchplatz 4 (Karte)                                     | 16. Jahrhundert               | auch Bestandteil des Denkmalensembles „Kernstadt Pößneck“                                                       |    |
| weitere Bilder Fotos hochladen          | ehemaliges Schulgebäude (Knabenschule) mit Grundstück                                                  | Kirchplatz 6 (Karte)                                     |                               | auch Bestandteil des Denkmalensembles „Kernstadt Pößneck“                                                       |    |
| Fotos hochladen                         | Wohnhaus (Burggelände)                                                                                 | Kirchplatz 7 (Karte)                                     | 15. Jahrhundert               | auch Bestandteil des Denkmalensembles „Kernstadt Pößneck“                                                       |    |
| BW                                      | Wohnhaus                                                                                               | Kirchplatz 8 (Karte)                                     | 18. Jahrhundert               | auch Bestandteil des Denkmalensembles „Kernstadt Pößneck“                                                       |    |
| BW                                      | Wohnhaus, ehemaliges Pfarramt                                                                          | Kirchplatz 9 (Karte)                                     |                               | auch Bestandteil des Denkmalensembles „Kernstadt Pößneck“                                                       |    |
| Fotos hochladen                         | Wohnhaus (Pfarramt)                                                                                    | Kirchplatz 13 (Karte)                                    | 15./16. Jahrhundert           | auch Bestandteil des Denkmalensembles „Kernstadt Pößneck“                                                       |    |
| Fotos hochladen                         | Wohnhaus                                                                                               | Kirchplatz 14 (Karte)                                    | 16. Jahrhundert               | auch Bestandteil des Denkmalensembles „Kernstadt Pößneck“; Teilabriss 2005.                                     |    |
| Fotos hochladen                         | Wohnhaus                                                                                               | Kirchplatz 15 (Karte)                                    |                               | auch Bestandteil des Denkmalensembles „Kernstadt Pößneck“                                                       |    |
| BW                                      | Wohnhaus                                                                                               | Kirchplatz 16 (Karte)                                    |                               | auch Bestandteil des Denkmalensembles „Kernstadt Pößneck“                                                       |    |
| Fotos hochladen                         | Wohnhaus                                                                                               | Klostergasse 1 (Karte)                                   |                               | auch Bestandteil des Denkmalensembles „Kernstadt Pößneck“                                                       |    |
| BW                                      | Hofanlage                                                                                              | Klostergasse 8 (Karte)                                   | Kern des 15./16. Jahrhunderts | auch Bestandteil des Denkmalensembles „Kernstadt Pößneck“                                                       |    |
| Direkt Bild zu diesem Denkmal hochladen | „Bilkebrunnen“                                                                                         | Klosterplatz                                             |                               | auch Bestandteil des Denkmalensembles „Kernstadt Pößneck“                                                       |    |
| Fotos hochladen                         | „Bilke-Keller“, das Karmeliterkloster, ehemalige Kirche                                                | Klosterplatz 1 (Karte)                                   |                               | auch Bestandteil des Denkmalensembles „Kernstadt Pößneck“                                                       |    |
| BW                                      | Wohn- und Geschäftshaus/Hofgebäude                                                                     | Klosterplatz 2, 4 (Karte)                                |                               | auch Bestandteil des Denkmalensembles „Kernstadt Pößneck“                                                       |    |
| BW                                      | Wohn- und Geschäftshaus mit Hofbebauung (einschließlich Stadtmauer) und Bereich Klostergasse 2         | Klosterplatz 6 (Karte)                                   |                               | auch Bestandteil des Denkmalensembles „Kernstadt Pößneck“                                                       |    |
| Direkt Bild zu diesem Denkmal hochladen | Wohnhaus, Syndikat                                                                                     | Klosterplatz 9                                           | 16. Jahrhundert               | auch Bestandteil des Denkmalensembles „Kernstadt Pößneck“                                                       |    |
| BW                                      | Wohnhausteil eines ehemaligen Gehöftes, mit Sichtfachwerkstock                                         | Köstitzer Straße 19a (Karte)                             | Anfang des 18. Jahrhunderts   | Brandschaden 2007.                                                                                              |    |
| Direkt Bild zu diesem Denkmal hochladen | Villa mit Ausstattung und Garten                                                                       | Lohstraße 10 (falsche Bezeichnung vermutlich 19)         |                               | |    |
| BW                                      | Hauszeile mit Grundstück und Einfriedung (2 Mehrfamilienhäuser)                                        | Lohstraße 29, 31 (Karte)                                 |                               | |    |
| BW                                      | Wohn- und Geschäftshaus                                                                                | Marienplatz 4 (Karte)                                    | 16./17. Jahrhundert           | auch Bestandteil des Denkmalensembles „Kernstadt Pößneck“                                                       |    |
| BW                                      | Wohn- und Geschäftshaus mit Grundstück (ehemalige Kanzlei)                                             | Marienstraße 4 (Karte)                                   |                               | |    |
| BW                                      | Villa Seige mit Grundstück und Einfriedung                                                             | Marienstraße 12 (Karte)                                  |                               | |    |
| Fotos hochladen                         | Marktbrunnen                                                                                           | Markt (Karte)                                            |                               | auch Bestandteil des Denkmalensembles „Kernstadt Pößneck“                                                       |    |
| weitere Bilder Fotos hochladen          | Rathaus                                                                                                | Markt 1 (Karte)                                          |                               | auch Bestandteil des Denkmalensembles „Kernstadt Pößneck“                                                       |    |
| Fotos hochladen                         | Wohn- und Geschäftshaus (Wohlfarth’sches Haus)                                                         | Markt 2 (Karte)                                          | 16. Jahrhundert               | auch Bestandteil des Denkmalensembles „Kernstadt Pößneck“; Portalinschrift 1565.                                |    |
| Fotos hochladen                         | Wohn- und Geschäftshaus                                                                                | Markt 3 (Karte)                                          |                               | auch Bestandteil des Denkmalensembles „Kernstadt Pößneck“                                                       |    |
| BW                                      | Wohn- und Geschäftshaus                                                                                | Markt 5 (Karte)                                          |                               | auch Bestandteil des Denkmalensembles „Kernstadt Pößneck“                                                       |    |
| BW                                      | Wohn- und Geschäftshaus                                                                                | Markt 6 (Karte)                                          |                               | auch Bestandteil des Denkmalensembles „Kernstadt Pößneck“                                                       |    |
| BW                                      | Wohn- und Geschäftshaus                                                                                | Markt 7 (Karte)                                          |                               | auch Bestandteil des Denkmalensembles „Kernstadt Pößneck“                                                       |    |
| BW                                      | Wohn- und Geschäftshaus                                                                                | Markt 8 (Karte)                                          |                               | auch Bestandteil des Denkmalensembles „Kernstadt Pößneck“                                                       |    |
| BW                                      | Wohn- und Geschäftshaus (Bürgerhaus)                                                                   | Markt 9 (Karte)                                          |                               | auch Bestandteil des Denkmalensembles „Kernstadt Pößneck“                                                       |    |
| BW                                      | Wohn- und Geschäftshaus – Bilkenhaus                                                                   | Markt 10 (Karte)                                         |                               | auch Bestandteil des Denkmalensembles „Kernstadt Pößneck“                                                       |    |
| BW                                      | öffentliches Gebäude                                                                                   | Markt 11 (Karte)                                         |                               | auch Bestandteil des Denkmalensembles „Kernstadt Pößneck“                                                       |    |
| BW                                      | Gedenkstein Todesmarsch der Buchenwald-Häftlinge                                                       | Neustädter Straße / Ecke Jenaer Straße (Karte)           |                               | |    |
| Fotos hochladen                         | Wohn- und Geschäftshaus mit Hofgebäude                                                                 | Neustädter Straße 7 (Karte)                              |                               | |    |
| Fotos hochladen                         | Wohn- und Geschäftshaus                                                                                | Neustädter Straße 95 (Karte)                             |                               | |    |
| BW                                      | Mehrfamilienwohnhaus                                                                                   | Neustädter Straße 101 (Karte)                            | 1922/23                       | 1922/23 nach Entwurf Heinrich Tessenows errichtet                                                               |    |
| BW                                      | Gaststätte „Meininger Hof“                                                                             | Neustädter Straße 106 (Karte)                            |                               | |    |
| BW                                      | Wohnhaus (Tessenow-Siedlung)                                                                           | Neustädter Straße 130 (Karte)                            |                               | |    |
| Fotos hochladen                         | Wohnhaus- und Geschäftshaus                                                                            | Obere Johannisgasse 1, 1a (Karte)                        |                               | auch Bestandteil des Denkmalensembles „Kernstadt Pößneck“                                                       |    |
| Fotos hochladen                         | Wohn- und Geschäftshaus                                                                                | Obere Johannisgasse 6 (Karte)                            | 16./17. Jahrhundert           | auch Bestandteil des Denkmalensembles „Kernstadt Pößneck“                                                       |    |
| BW                                      | Villa „Zoeth“ mit Nebengebäude, Grundstück mit Einfriedung                                             | Orlamünder Straße 103 und 105 (Karte)                    |                               | |    |
| BW                                      | Villa mit Grundstück, Einfriedung (Wohnhausnutzung)                                                    | Palastäcker 10 (Karte)                                   |                               | |    |
| Fotos hochladen                         | Hotel Posthirsch                                                                                       | Poststraße 5 (Karte)                                     |                               | |    |
| Fotos hochladen                         | Felsenkeller                                                                                           | Raingasse 18a (Karte)                                    |                               | |    |
| BW                                      | ehemalige Schokoladenfabrik Robert Berger                                                              | Raniser Straße 11 (Karte)                                |                               | |    |
| BW                                      | Villa Walther, Villa mit Grundstück, Einfriedung                                                       | Raniser Straße 30 (Karte)                                |                               | |    |
| BW                                      | ehemalige Fabrik Bergner & Weiser (Außenleuchten, Straßenleuchten), jetzt Katasteramt                  | Rosa-Luxemburg-Straße 7 (Karte)                          |                               | |    |
| Direkt Bild zu diesem Denkmal hochladen | Ehrenhain                                                                                              | Rudolf-Diesel-Straße                                     |                               | |    |
| BW                                      | ehemalige Werkssiedlung „Hufeisen“ des Vogel-Verlages                                                  | Saalbahnstraße 3 und 5 (Karte)                           |                               | |    |
| BW                                      | Wohn- und Geschäftshaus                                                                                | Saalfelder Straße 2 (Karte)                              |                               | |    |
| BW                                      | Wohn- und Geschäftshaus                                                                                | Saalfelder Straße 6 (Karte)                              |                               | |    |
| BW                                      | Villa Conta mit Gartenhaus, Grundstück und Einfriedung sowie ehemalige Porzellanfabrik „Conta & Böhme“ | Saalfelder Straße 22 (Karte)                             |                               | |    |
| BW                                      | Kontorgebäude der ehemaligen Lederfabrik Emil Brüderlein                                               | Saalfelder Straße 34 (Karte)                             |                               | |    |
| BW                                      | Kalkofen                                                                                               | Saalfelder Straße 40 (Karte)                             |                               | |    |
| Fotos hochladen                         | Wohn- und Geschäftshaus, Eckgbeäude                                                                    | Schuhgasse 1 (Karte)                                     |                               | auch Bestandteil des Denkmalensembles „Kernstadt Pößneck“                                                       |    |
| weitere Bilder Fotos hochladen          | Gymnasium „Am weißen Turm“                                                                             | Schulplatz 1 (Karte)                                     |                               | auch Bestandteil des Denkmalensembles „Kernstadt Pößneck“                                                       |    |
| BW                                      | Wohnhaus                                                                                               | Schulplatz 6 (Karte)                                     |                               | auch Bestandteil des Denkmalensembles „Kernstadt Pößneck“                                                       |    |
| Fotos hochladen                         | Wohn- und Geschäftshaus                                                                                | Steinweg 5 (Karte)                                       |                               | auch Bestandteil des Straßenensembles „Steinweg“ innerhalb des Denkmalensembles „Kernstadt Pößneck“             |    |
| Fotos hochladen                         | Wohn- und Geschäftshaus                                                                                | Steinweg 10 (Karte)                                      | 18. Jahrhundert               | auch Bestandteil des Straßenensembles „Steinweg“ innerhalb des Denkmalensembles „Kernstadt Pößneck“             |    |
| Fotos hochladen                         | Wohn- und Geschäftshaus                                                                                | Steinweg 11 (Karte)                                      | 16. Jahrhundert               | auch Bestandteil des Straßenensembles „Steinweg“ innerhalb des Denkmalensembles „Kernstadt Pößneck“             |    |
| Fotos hochladen                         | Wohn- und Geschäftshaus                                                                                | Steinweg 12 (Karte)                                      | 16. Jahrhundert               | auch Bestandteil des Straßenensembles „Steinweg“ innerhalb des Denkmalensembles „Kernstadt Pößneck“             |    |
| Fotos hochladen                         | Wohn- und Geschäftshaus, „Cafe Neubert“                                                                | Steinweg 13 (Karte)                                      |                               | auch Bestandteil des Straßenensembles „Steinweg“ innerhalb des Denkmalensembles „Kernstadt Pößneck“             |    |
| Fotos hochladen                         | Wohn- und Geschäftshaus                                                                                | Steinweg 18 (Karte)                                      |                               | auch Bestandteil des Straßenensembles „Steinweg“ innerhalb des Denkmalensembles „Kernstadt Pößneck“             |    |
| BW                                      | Fabrik- und Wohngebäude (ehemalige Seigesche Schönfärberei)                                            | Straße des Friedens 3/5 (Karte)                          |                               | auch Bestandteil des Denkmalensembles „Kernstadt Pößneck“                                                       |    |
| Fotos hochladen                         | Stadtbrauerei (Malzhaus)                                                                               | Straße des Friedens 13 (Karte)                           |                               | auch Bestandteil des Denkmalensembles „Kernstadt Pößneck“                                                       |    |
| Fotos hochladen                         | Wohnhaus mit Grundstück und Einfriedung                                                                | Straße des Friedens 14 (Karte)                           |                               | |    |
| Fotos hochladen                         | Wohnhaus mit Nebengebäude                                                                              | Straße des Friedens 15 (Karte)                           |                               | |    |
| Fotos hochladen                         | Villa mit Gartengrundstück                                                                             | Straße des Friedens 16 (Karte)                           |                               | |    |
| BW                                      | Villa mit Garten, Pavillon und Einfriedung                                                             | Straße des Friedens 19a (Karte)                          |                               | |    |
| BW                                      | ehemaliges Schützenhaus                                                                                | Straße des Friedens 18/20 (Karte)                        | 1897/98                       | |    |
| Direkt Bild zu diesem Denkmal hochladen | Produktionsgebäude                                                                                     | Straße des Friedens 33                                   | 1926/28                       | |    |
| weitere Bilder Fotos hochladen          | Römisch-katholische Kirche St. Josef mit Ausstattung                                                   | Straße des Friedens 43 (Karte)                           |                               | |    |
| weitere Bilder Fotos hochladen          | Villa „Altenburg“ mit Pavillon, Grundstück und Einfriedung                                             | Straße des Friedens 49 (Karte)                           |                               | ehemalige Villa Vogel, jetzt Hotel                                                                              |    |
| Fotos hochladen                         | Geschäftshaus                                                                                          | Straubelstraße 3 (Karte)                                 |                               | auch Bestandteil des Denkmalensembles „Kernstadt Pößneck“                                                       |    |
| Fotos hochladen                         | Wohn- und Geschäftshaus                                                                                | Straubelstraße 6 (Karte)                                 | um 1920                       | auch Bestandteil des Denkmalensembles „Kernstadt Pößneck“                                                       |    |
| BW                                      | Wohnhaus („Schweizerhaus“) mit Grundstück und Einfriedung                                              | Tuchmacherstraße 15 (Karte)                              |                               | |    |
| Fotos hochladen                         | Wohnhaus, Eckgebäude                                                                                   | Turmstraße 23 (Karte)                                    | um 1830                       | |    |
| BW                                      | Wohn- und Geschäftshaus mit Industrieanlage, Sitz/Verwaltung GWG mbH Pößneck                           | Turmstraße 52 (Karte)                                    |                               | |    |
| BW                                      | Villa mit Grundstück                                                                                   | Über der Walkmühle 4 (Karte)                             |                               | |    |
| Fotos hochladen                         | Wohn- und Geschäftshaus                                                                                | Untere Johannisgasse 1 (Karte)                           | 16. Jahrhundert               | auch Bestandteil des Straßenensembles „Untere Johannisgasse“ innerhalb des Denkmalensembles „Kernstadt Pößneck“ |    |
| Fotos hochladen                         | Wohn- und Geschäftshaus                                                                                | Untere Johannisgasse 9 (Karte)                           | 16. Jahrhundert               | auch Bestandteil des Straßenensembles „Untere Johannisgasse“ innerhalb des Denkmalensembles „Kernstadt Pößneck“ |    |
| Fotos hochladen                         | Wohnhaus (Handwerkerhaus)                                                                              | Vordere Raingasse 2 (Karte)                              | 18. Jahrhundert               | |    |
| Fotos hochladen                         | Miethaus mit Nebengebäude, Grundstück, Einfriedung                                                     | Weißerstraße 2 (Karte)                                   |                               | |    |
| Fotos hochladen                         | Mietshaus mit Grundstück                                                                               | Weißerstraße 4 (Karte)                                   |                               | |    |
| BW                                      | ehemaliges Fabrik – und Verwaltungsgebäude (Näherei)                                                   | Wernburger Weg 19 (Karte)                                |                               | |    |
| BW                                      | ehemaliger „Vogel-Verlag“                                                                              | Wohlfarthstraße 3-5 (Karte)                              |                               | |    |
| BW                                      | Altenburg                                                                                              | (Karte)                                                  |                               | Bodendenkmal |    |
| Direkt Bild zu diesem Denkmal hochladen | Wüstung Thiemsdorf                                                                                     | Koordinaten fehlen! Hilf mit.                            |                               | Bodendenkmal |    |
| weitere Bilder Fotos hochladen          | Bildermollenhöhle                                                                                      | (Karte)                                                  |                               | Bodendenkmal |    |
| Direkt Bild zu diesem Denkmal hochladen | Griebse                                                                                                | Koordinaten fehlen! Hilf mit.                            |                               | Bodendenkmal |    |

### Schlettwein
| Bild                           | Bezeichnung                                                | Lage                     | Datierung | Beschreibung   | ID |
| ------------------------------ | ---------------------------------------------------------- | ------------------------ | --------- | -------------- | -- |
| weitere Bilder Fotos hochladen | Kirche                                                     | (Karte)                  |           |                |    |
| BW                             | Villa mit Nebengebäuden, Park und Einfriedung (Torpfeiler) | Krietschenweg 33 (Karte) | 1906      | Neurenaissance |    |

### Schweinitz
| Bild                           | Bezeichnung         | Lage               | Datierung | Beschreibung                                                 | ID |
| ------------------------------ | ------------------- | ------------------ | --------- | ------------------------------------------------------------ | -- |
| weitere Bilder Fotos hochladen | Evangelische Kirche | Ortsstraße (Karte) |           | auch Bestandteil des Denkmalensembles „Angerdorf Schweinitz“ |    |